# Söréd
Söréd là một thị trấn thuộc hạt Fejér, Hungary. Thị trấn này có diện tích 6,25 km², dân số năm 2010 là 491 người, mật độ 79 người/km².